# CONCACAF U-17-Meisterschaft
Die CONCACAF U-17-Meisterschaft (engl. CONCACAF Men’s Under-17 Championship) ist ein Fußballwettbewerb zwischen den besten Mannschaften Nord- und Mittelamerikas sowie der Karibik für männliche Fußballspieler unter 17 Jahren. Zudem wird das Turnier zur Qualifikation für die U-17-Fußball-Weltmeisterschaft genutzt.
Erstmals wurde es im Jahr 1983 noch als U-16 Wettbewerb ausgetragen. Das Format des Turniers wurde im Laufe der Jahre mehrfach geändert. Ab 1991 wurde der Wettbewerb den FIFA Altersgrenzen angepasst und als U-17-Turnier ausgespielt. In den Jahren 1999 bis 2007 diente das Turnier nur als Qualifikation für die U-20-Weltmeisterschaft und wurde somit unter der Bezeichnung Qualifikation zur FIFA U-17-Weltmeisterschaft ausgetragen. Seit 2009 trägt das Turnier die Bezeichnung CONCACAF U-17-Meisterschaft und fand mit 8 Teams statt, die in zwei Vierergruppen die Teilnehmer für das Halbfinale ermitteln sollten. Es wurde jedoch aufgrund der Influenza-Pandemie 2009 kein Turniersieger ausgespielt, so dass es bei der ohnehin feststehenden Qualifikation der jeweils Gruppenersten und -zweiten für die U-17-WM blieb. Bei der Ausspielung 2019 nahmen erstmals 16 Teams in vier Vierergruppen am Turnier teil.

## Die Turniere im Überblick
| Jahr                            | Gastgeber           | Finalstände | Finalstände         | Finalstände   | Finalstände         |
| Jahr                            | Gastgeber           | Sieger      | Zweiter Platz       | Dritter Platz | Vierter Platz       |
| ------------------------------- | ------------------- | ----------- | ------------------- | ------------- | ------------------- |
| als U-16 Wettbewerb ausgetragen |                     |             |                     |               |                     |
| 1983 Details                    | Trinidad und Tobago | USA         | Trinidad und Tobago | Mexiko        | Honduras            |
| 1985 Details                    | Mexiko              | Mexiko      | Costa Rica          | Kanada        | Honduras            |
| 1987 Details                    | Honduras            | Mexiko      | USA                 | Costa Rica    | Honduras            |
| 1988 Details                    | Kuba                | Kuba        | USA                 | Kanada        | Trinidad und Tobago |
| als U-17 Wettbewerb ausgetragen |                     |             |                     |               |                     |
| 1991 Details                    | Trinidad und Tobago | Mexiko      | USA                 | Kuba          | Trinidad und Tobago |
| 1992 Details                    | Kuba                | USA         | Mexiko              | Kanada        | Kuba                |
| 1994 Details                    | El Salvador         | Costa Rica  | USA                 | Kanada        | Mexiko              |
| 1996 Details                    | Trinidad und Tobago | Mexiko      | USA                 | Costa Rica    | Kanada              |

### Qualifikation zur U-17-Weltmeisterschaft
Das Turnier diente ab 1999 hauptsächlich der WM-Qualifikation. Das Format wurde geändert und in dieser Form bis 2007 beibehalten. Die besten acht Mannschaften Nord- und Mittelamerikas und der Karibik wurden in zwei Gruppen à vier Teams aufgeteilt. Es wurden jeweils zwei separate Turniere in einem der teilnehmenden Länder ausgetragen, die beiden Gruppensieger bzw. ggf. zusätzlich der Sieger der Play-offs zwischen den beiden Gruppenzweiten qualifizierten sich für die U-17-Fußball-Weltmeisterschaft.
| Jahr          | Gruppe A   | Gruppe A | Gruppe A      | Gruppe B    | Gruppe B   | Gruppe B      |
| Jahr          | Gastgeber  | Sieger   | Zweiter Platz | Gastgeber   | Sieger     | Zweiter Platz |
| ------------- | ---------- | -------- | ------------- | ----------- | ---------- | ------------- |
| 1999 Details  | Jamaika    | Jamaika  | USA           | El Salvador | Mexiko     | El Salvador   |
| 02001 Details | USA        | USA      | Kanada        | Honduras    | Costa Rica | Mexiko        |
| 2003 Details  | Kanada     | USA      | Jamaika       | Guatemala   | Costa Rica | Mexiko        |
| 2005 Details  | Costa Rica | USA      | Costa Rica    | Mexiko      | Mexiko     | Honduras      |
| 02007 Details | Honduras   | Haiti    | Honduras      | Jamaika     | USA        | Costa Rica    |

1. ↑  2001 war kein Play-off zwischen den Gruppenzweiten erforderlich, da Trinidad und Tobago als Gastgeber der U-17-WM automatisch als drittes Land der Concacaf qualifiziert war.
2. ↑  2007 war kein Play-off zwischen den Gruppenzweiten erforderlich, da erstmals vier Länder aus der Concacaf für die U-17-WM startberechtigt waren.

### CONCACAF U-17-Meisterschaft
Mit dem Turnier im Jahr 2009 wurde der Modus wieder hin zu einem einzigen Turnier geändert, bei dem sich alle vier Halbfinalisten für die U-17-Weltmeisterschaft qualifizieren.
| Jahr         | Gastgeber         | Finale | Finale         | Finale        | Spiel um Platz 3 | Spiel um Platz 3     | Spiel um Platz 3 |
| Jahr         | Gastgeber         | Sieger | Ergebnis       | Zweiter Platz | Dritter Platz    | Ergebnis             | Vierter Platz    |
| ------------ | ----------------- | ------ | -------------- | ------------- | ---------------- | -------------------- | ---------------- |
| 2009 Details | Mexiko            | Mexiko | [ B 1 ]        | USA           | Honduras         | [ B 1 ]              | Costa Rica       |
| 2011 Details | Jamaika           | USA    | 3:0 n. V.      | Kanada        | Panama           | 1:0                  | Jamaika          |
| 2013 Details | Panama            | Mexiko | 2:1            | Panama        | Kanada           | 2:2 n. V., 4:2 i. E. | Honduras         |
| 2015 Details | Honduras          | Mexiko | 3:0            | Honduras      | Costa Rica       | nicht ausgetragen    | USA              |
| 2017 Details | Panama            | Mexiko | 1:1, 5:4 i. E. | USA           | Honduras         | nicht ausgetragen    | Costa Rica       |
| 2019 Details | USA               | Mexiko | 2:1            | USA           | Kanada           | nicht ausgetragen    | Haiti            |
| 2020 Details | nicht ausgetragen |        |                |               |                  |                      |                  |
| 2023 Details | Guatemala         | Mexiko | 3:1            | USA           | Kanada           | nicht ausgetragen    | Panama           |

1. 1 2  Aufgrund der Influenza-Pandemie 2009 wurde die Finalrunde nicht ausgespielt.
2. ↑  Aufgrund der Corona-Pandemie wurde das komplette Turnier nicht ausgespielt.

### Rangliste der Sieger
| Rang | Land       | Titel | Jahr(e)                                              |
| ---- | ---------- | ----- | ---------------------------------------------------- |
| 1    | Mexiko     | 9     | 1985, 1987, 1991, 1996, 2013, 2015, 2017, 2019, 2023 |
| 2    | USA        | 3     | 1983, 1992, 2011                                     |
| 3    | Kuba       | 1     | 1988                                                 |
|      | Costa Rica | 1     | 1994                                                 |

- In den Jahren 1999, 2001, 2003, 2005, 2007 und 2009 wurde kein Turniersieger ausgespielt (nur WM-Qualifikation).